# Liste der chinesischen Botschafter in Grenada
Der chinesische Botschafter in St. George’s ist der offizielle Vertreter der Regierung der Volksrepublik China bei der Regierung von Grenada.
- Die Botschaft der Volksrepublik China ist in der Villa Azar in Calliste, St. George’s untergebracht.

| Ernannt / Akkreditiert | Name                 | Hochchinesisch | Bemerkung | ernannt von | akkreditiert bei        | Posten verlassen |
| ---------------------- | -------------------- | -------------- | --- | ----------- | ----------------------- | ---------------- |
| 25. Okt. 1983          |                      |                | US-Invasion in Grenada |             |                         |                  |
| 1. Okt. 1985           |                      |                | Die Regierungen in Peking und St. George’s nahmen diplomatische Beziehungen auf. |             |                         |                  |
| Sep. 1986              | Gu Zhifang           | 顾志方         | Sitz in Christ Church Barbados | Zhao Ziyang | Herbert Blaize          | Mai 1987         |
| Sep. 1987              | Lu Zongqing          | 陆宗卿         | Sitz in Christ Church Barbados | Zhao Ziyang | Herbert Blaize          | Apr. 1990        |
| 20. Juli 1989          |                      |                | Die Regierungen in Taipei und St. George’s nahmen diplomatische Beziehungen auf. |             |                         |                  |
| 11. Okt. 1989          | Liu Po-lun           | 刘伯伦         | |             |                         | 1992             |
| 1992                   | Lin Tsung-hsien      | 林尊贤         | - Ab 26. Januar 1994 erster Leiter des Taipei Wirtschafts- und Kulturbüro in Seoul. |             |                         | 1994             |
| 1994                   | Hsu Chi-ming         | 徐启明         | |             |                         | 1997             |
| 1997                   | David Lin            | 林永乐         | - 1995–1997 Taipei Wirtschafts- und Kulturbüro Houston. - 1997–2001 Amb. Grenada & St. Vincent & Die Grenadinen, - 2003–2007 Taipei Wirtschafts- und Kulturbüro Jakarta. - Von 2001 bis 2003 und von 2007 bis 2008 leitete er die Abteilung Europa im Außenministerium. - Von 2008 bis 2010 war er Stellvertretender Minister für auswärtige Angelegenheiten. - 2010–2012 Taipei Wirtschafts- und Kulturbüro in Brüssel. - Vom 27. September 2012 bis 20. Mai 2016 war er Minister für auswärtige Angelegenheiten. |             |                         | 2001             |
| 2001                   | Allan Jiang Li-shang | 姜礼尚         | Allen Jiang |             |                         | 2004             |
| Jan. 2001              |                      |                | Die Regierungen in Peking und St. George’s nahmen diplomatische Beziehungen auf. | Wen Jiabao  | Tillman Thomas          |                  |
| Apr. 2005              | Zhang Wanhai         | 钱洪山         | |             |                         | Dez. 2007        |
| Dez. 2007              | Zhang Wanhai         | 张万海         | |             |                         | Okt. 2010        |
| Okt. 2010              | Xu Jianguo           | 徐建国         | 2006: Sprecher der Botschaft in Paramaribo | Wen Jiabao  | Tillman Thomas          | März 2013        |
| Apr. 2013              | Ou Boqian            | 欧渤芊         | Ou Bo Quian (* Juni 1966) | Li Keqiang  | Keith Claudius Mitchell |                  |